# Лионс, Жак-Луи
Жак-Луи Лионс (фр. Jacques-Louis Lions; 3 мая 1928 — 17 мая 2001) — французский математик. Основные труды посвящены теории дифференциальных уравнений в частных производных. Его сын Пьер-Луи Лионс — лауреат Филдсовской премии.

## Карьера
Учился в Высшей нормальной школе в Париже. С 1954 года преподавал, в том числе в Политехнической школе в Париже и в Коллеж де Франс. В 1974 году сделал пленарный доклад на Международном конгрессе математиков. Был президентом Международного математического союза (1991—1994).

## Почётные звания
- член (1973) и президент Французской академии наук (1997—1998)[5]
- член Папской академии наук (1990)[3]
- иностранный член Академии наук СССР (1982; с 1991 — Российской академии наук), Национальной академии наук США (1996), Лондонского королевского общества (1996), Китайской академии наук (1998), член ряда других академий.

## Награды
- Лекция Джона фон Неймана (1986)
- Премия Японии (1991)
- Премия Харви (1991)
- Командор ордена «За заслуги» (1993)
- Великий офицер ордена «За заслуги» (1998)

В честь учёного учреждена награда Prix Jacques-Louis Lions.